# Yevgeni Kuznetsov
Yevgeni Borisovich Kuznetsov (em russo, Евгений Борисович Кузнецов: (Yaroslavl, 30 de agosto de 1961) é um ex-futebolista profissional russo que atuava como meio-campo, campeão olímpico em Seul 1988.

## Carreira
Yevgeni Kuznetsov foi campeão olímpico com a União Soviética, derrotando o Brasil na final de Seul 1988.